# 12172 Niekdekort
12172 Niekdekort è un asteroide della fascia principale. Scoperto nel 1977, presenta un'orbita caratterizzata da un semiasse maggiore pari a 2,3883297 UA e da un'eccentricità di 0,0699128, inclinata di 7,60442° rispetto all'eclittica.